# Simon Davies (fotbollsspelare född 1974)
Simon Ithel Davies, född 23 april 1974 i Winsford i Cheshire, är en engelskfödd walesisk fotbollsspelare och -tränare. Han spelade för ett antal engelska och walesiska klubbar, bland dem Manchester United FC och Total Network Solutions FC. Davies spelade en landskamp för Wales herrlandslag i fotboll under sin aktiva spelarkarriär.
Under sin tränarkarriär har Davies varit chefstränare för bland annat Chester City FC och RSC Anderlecht.